# Ephestiodes
Ephestiodes is een geslacht van vlinders van de familie snuitmotten (Pyralidae), uit de onderfamilie Phycitinae.

## Soorten
- E. erasa Heinrich, 1956
- E. erythrella Ragonot, 1887
- E. gilvescentella Ragonot, 1887
- E. griseus Neunzig, 1990
- E. indentella Dyar, 1915
- E. infimella Ragonot, 1887
- E. lucidibasella Ragonot, 1888
- E. mignonella Dyar, 1908
- E. monticolus Neunzig, 1990
- E. noniella Dyar, 1914
- E. productella Ragonot, 1888